# Basilika von Vallarpadam

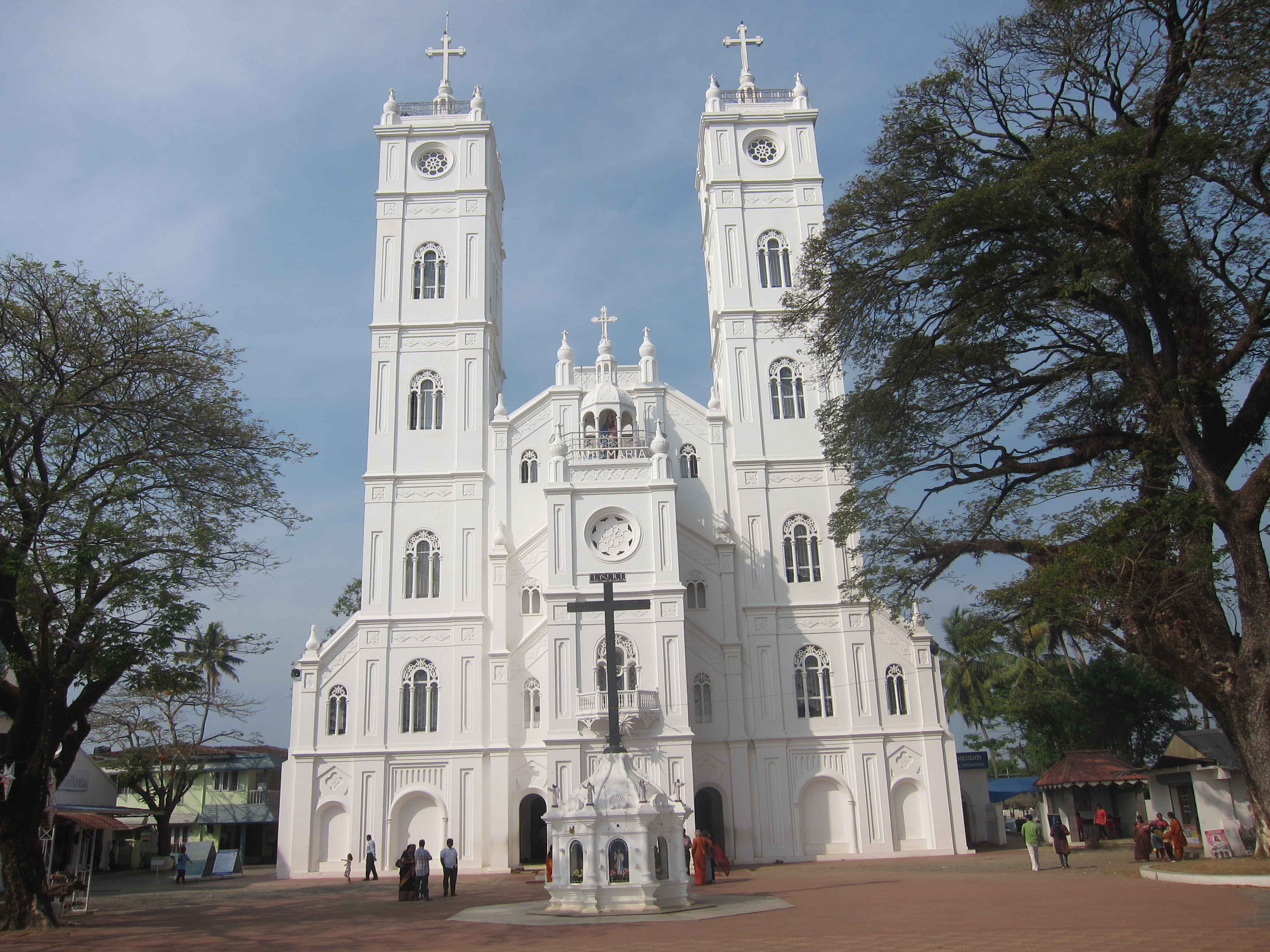
Fassade der Basilika

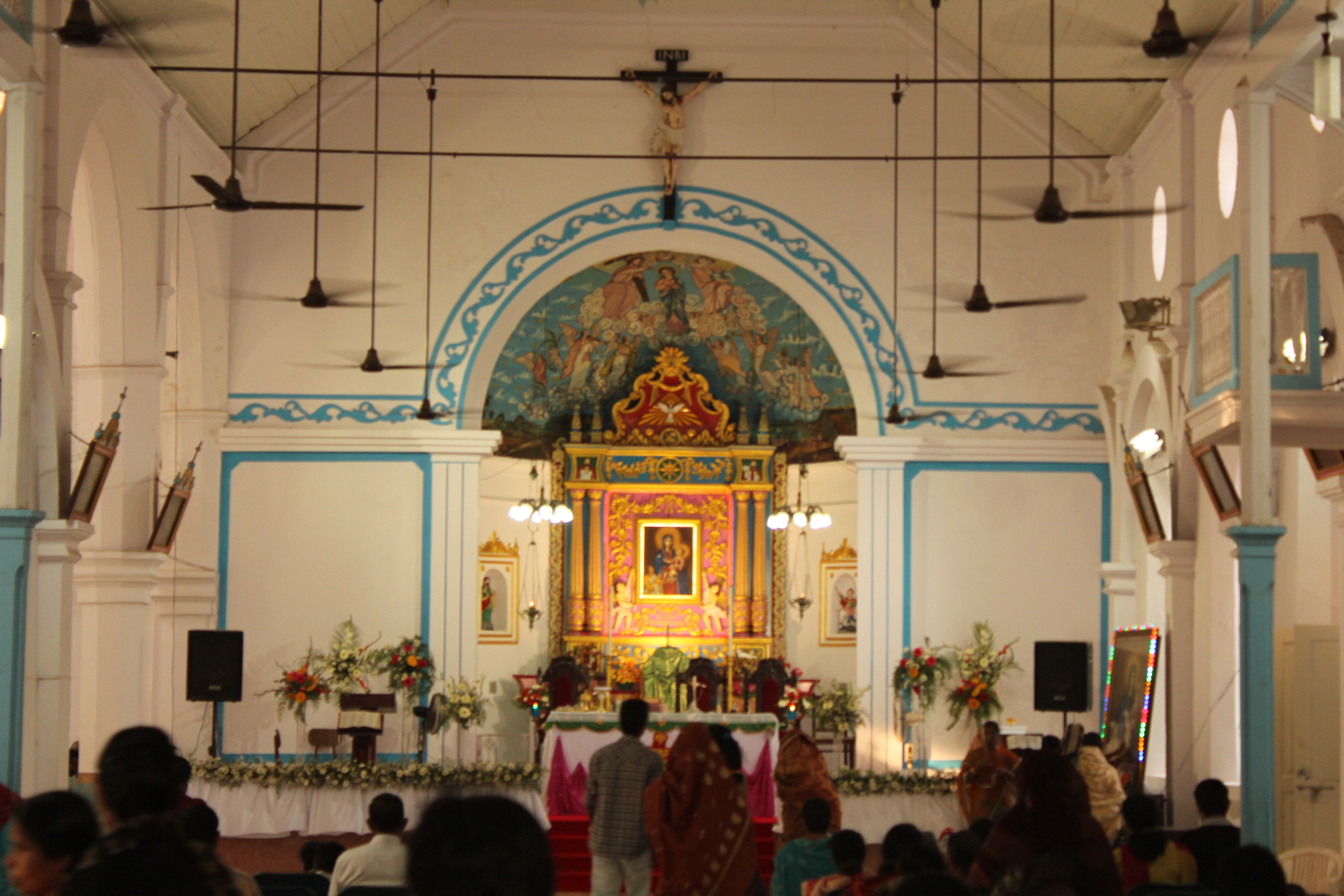
Innenraum

Die Basilika von Vallarpadam, auch Basilika Unserer Lieben Frau vom Loskauf der Gefangenen (englisch Basilica of Our Lady of Ransom) ist ein römisch-katholisches Nationalheiligtum auf der Insel Vallarpadam bei Kochi im indischen Bundesstaat Kerala. Um den Ort der einzigen anerkannten Marienerscheinung in Indien entstand ein großes Pilgerzentrum, das zum Erzbistum Verapoly gehört. Die Kirche mit dem Patrozinium Maria vom Loskauf der Gefangenen trägt den Titel einer Basilica minor.

## Standort
Die Insel Vallarpadam liegt im Westen neben der Insel Bolgatty und ist über die neuen Goshree-Brücken mit dem Festland von Ernakulam verbunden. Sie ist in Nord-Süd-Richtung etwa 3,5 Kilometer lang und hat eine Bevölkerung von 10.000 Einwohnern. Vallarpadam ist etwa einen Kilometer vom Ernakulam-Festland entfernt.

## Geschichte
Das Bild von Maria mit dem Jesuskind, heute Teil des Hauptaltars der Basilika von Vallarpadam, wurde von portugiesischen Kaufleuten unter der Leitung von Vasco da Gama im Jahr 1524 nach Indien gebracht und in der auf dieses Jahr datierten Heilig-Geist-Kirche aufgehängt. Diese soll durch die Niederländer oder eine Flut zerstört worden sein. Die heutige Kirche wurde 1676 fertiggestellt.
Der Gottesmutter werden viele Wunder zugesprochen, bei denen es meist um die Rettung von Seeunglücken geht. So soll im Mai 1752 die Adlige Meenakshi Amma mit ihrem Sohn nach Mattancherry gesegelt sein. Als in einem Sturm das Boot kenterte, versprach Meenakshi Amma der Jungfrau Maria unter der Bezeichnung Vallarpadathamma, dass sie bis zu ihrem Tod ihre Adimas (Dienerin) sein würden, wenn sie von ihr gerettet würden, was dann geschah. Meenakshi Amma und ihr Sohn wurden als Christen getauft und hießen Maria und Jesudas.
Der historische Marienwallfahrtsort auf der Insel Vallarpadam wurde 1951 durch die indische Regierung zum bedeutenden Pilgerort erklärt. Die indische Bischofskonferenz verkündete ihn 2004 als katholisches Nationalheiligtum. Papst Benedikt XVI. erhob die Kirche am 1. Dezember 2004 in den Rang einer Basilica minor.